# Colt Police Positive Special
 (juillet 2024).

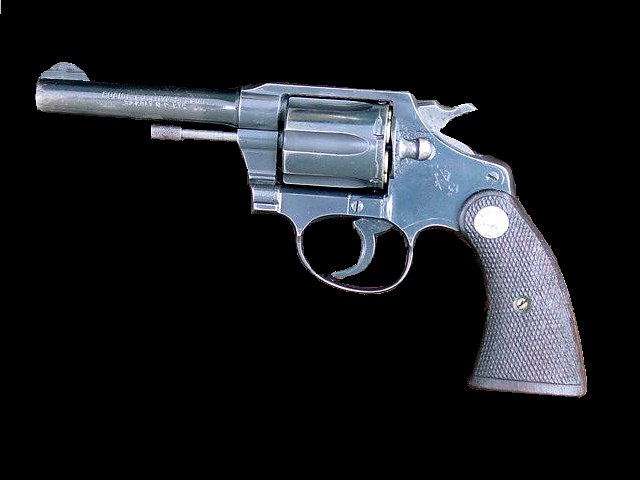
Le Colt Positive Police Special équipa de nombreux services de police aux Etats-Unis.

Le revolver Colt Positive Police Special est une variante du Colt Police Positive adapté au .38 Spécial.

## Fonctionnement
Cette arme de poing très populaire tire en double action. Son canon de type léger puis lourd mesure 102 mm (parfois 127 ou 127 mm). Son barillet basculant à gauche contient 6 cartouches de .38 Special mais aussi en .32 New Police ou .38 New Police ; ces deux derniers calibres disparaissant du catalogue après 1945. La tige d'éjection n'est pas protégée avant 1972 puis elle est carénée ensuite. Le guidon est petit et en forme de maison puis grand et triangulaire.